# 終極動員令3：泰伯倫戰爭
《終極動員令3：泰伯倫戰爭》是一款由EA洛杉磯於2007年3月製作與發行於視窗及Xbox 360平臺的即時戰略遊戲，是自1999年由Westwood Studios製作的即時戰略遊戲《終極動員令：泰伯倫之日》以及其資料片《終極動員令：火線風暴》的續集。故事發生在2047年，NOD兄弟會以出其不意的攻勢发起“第三次泰伯倫戰爭”，在世界各地对抗全球防衛組織（Global Defensive Initiative，GDI）。此遊戲為系列的系列追加第三個勢力(外星种族Scrin)，並且是第二套遊戲系列裡面可讓玩家自由升級其軍隊的作品。

## 故事摘要
“歡迎歸來，指揮官。” - EVA
《終極動員令3：泰伯倫戰爭》的故事發生在2047年，也就是《終極動員令：火線風暴》劇情結束後的16年。全球防衛組織（GDI）與Nod兄弟會之間的戰爭表面上平和了許多，泰伯倫礦的擴散對於地球生態系統的破壞已達到危險的層級，這迫使GDI必須將地球依泰伯倫擴散程度分為三區，地表上30%的區域被劃分為紅色區域（Red Zone），此區域受到最嚴重的污染，已經無法支持人類的生存。50%的區域被列為黃色區域（Yellow Zone），黃區是被中度污染的區域，黃區同時也有擁有著全世界大多數的人口，數十年的戰爭使這些區域殘破不堪，黃區是Nod兄弟會的藏匿處，並由此招募人民加入兄弟會。剩餘的20%被稱為藍色區域（Blue Zone），藍區尚未受到泰伯倫的污染，普遍被認為是人類生存的最後一絲希望，這塊區域被全球防衛組織所保衛著。
2047年3月，位於太空的GDI費城太空站（G.D.S.S. Philadelphia），GDI高層正開會決議將軍事運作的費用轉移至泰伯倫礦的撲滅，突然一枚來自Nod的核彈擊毀太空站，並開啟第三次泰伯倫戰爭。此時Nod兄弟會領頭肯恩出現並宣稱戰爭的開始，以致全球防衛組織開始為保衛餘下的20%藍區展開與兄弟會的抗戰。在一次攻擊兄弟會在塞拉耶佛的總部（普萊姆神殿）時，代理執行長雷蒙·波以耳授權開動離子加農砲，向總部發動攻擊。結果把神殿底下的液态泰伯倫引爆，在東歐地區造成大量傷亡。同時也把躲在遠至太陽系的海王星軌道附近的一小行星的外星生物——異形（Scrin）喚醒，也並開始向地球發動攻擊，並試圖在地球上各個紅區建造共19座的阈限之塔（一種超巨形的傳送裝置，建造完成後便無法被摧毀的）。

## 遊戲進行
EA洛杉磯將《終極動員令3：泰伯倫戰爭》回歸傳統終極動員令系列的操作模式，數個在《終極動員令：將軍》前的「傳統」重新回到泰伯倫戰爭中，例如：
- 單人任務之間的過場動畫。
- 礦回歸至它在遊戲的險要的地位，且遊戲中所有的經濟與之密切結合。
- 系列的傳統陣營──全球防衛組織與Nod兄弟會。
- 置於右方的傳統操作面板。
- 可摧毀與修復的橋樑、平民建築物等。
- 玩家必須透過機動建築車（MCV）或三陣營不同的單位（勘查者、間諜、斥候）來擴張遠方的基地。
- 在1.05版中新增「傳統C&C」選項，允許玩家如傳統終極動員令系列一般，以左鍵發送命令。

《終極動員令3：泰伯倫戰爭》的遊戲進行方式與其它遊戲類似，玩家必須建築基地並蒐集資源，並且建造攻擊單位摧毀敵方的基地或是達成任務目標。所有的建築都必須透過由機動建築車部署而成的建築工廠（Scrin則為由無人載具母艦部署為機械平台），玩家可從右方選單中選取需要的建築物，建築的過程會在右方選單進行，當建築完成後，玩家只需將建築物擺在位於基地控制範圍內的適當位置。遊戲中也提供起重機(Crane，限GDI及Nod) 或鑄造場(Foundry，Scrin專屬) 來新增多個建築物生產流程。遊戲中的主要資源為泰伯倫礦，玩家必須透過採礦車將之採集並運回提煉廠以獲得資金，此外，玩家將需要泰伯倫礦艙以儲存多餘的泰伯倫。除了採集泰伯倫外，玩家也可以透過地圖上的資金鐵箱或泰伯倫礦加工廠來獲得資金。
基地由各式的砲塔保護著，每個陣營皆能建造三種分別針對步兵、載具與飛行器的砲塔，以及一個最具代表性的先進防禦武器，例如GDI的音波發射器（Sonic Emitter）、Nod的光明石碑（Obelisk of Light）與Scrin的風暴柱（Storm Column）。

### 單人遊戲
《終極動員令3：泰伯倫戰爭》中包含了三個陣營的戰役，總共38個任務。每個戰役將由不同的角度進行第三次泰伯倫戰爭，每場任務間有過場動畫串聯劇情。玩家將從全球防衛組織（GDI）或是Nod兄弟會的戰役開始，完成這兩個戰役後，便可開始解開Scrin戰役。每個任務含有主要與次要目標，主要目標是玩家必須完成的任務，而次要目標通常可為玩家帶來益處，玩家可選擇是否完成。每場任務提供簡易、中等與困難三種難度供玩家選擇。在玩家完成任務的同時，玩家也將解開情報資料庫，提供玩家對於遊戲內容更深入的介紹，部分情報需要玩家完成次要任務來取得。
在遭遇戰模式中，玩家可以設定電腦對手的強度以及個性，例如龜縮（倾向于建造防御设施）、打游擊（倾向于使用小股部队在敌后进行骚扰）、激進（倾向于快速积累大量部队攻击玩家）、强势（倾向于攀科技然后建造大量高级单位并压制且围攻玩家）、平衡。當玩家完成一張遭遇戰地圖後，一顆星星將會被放置在地圖選單旁，表示玩家在該地圖擊敗的對手強度。

### 多人遊戲
《終極動員令3：泰伯倫戰爭》支援透過區域網路（Lan）或Gamespy所提供的伺服器進行多人連線遊戲，並支援VoIP語音通訊。

### 关于平衡性和游戏风格的争议
从《命令与征服3》开始，EA公司便开始了将《命令与征服》系列转型为竞技游戏并与暴雪公司的《魔兽争霸》和《星际争霸》等相抗衡的脚步。他们在游戏竞技化的路线上取得了不小的成就，但是其结果并不能说令广大玩家满意。几乎在每个版本之中，都会由于单位的过度修正而导致出现强大到破坏游戏平衡性或者过分鸡肋的单位（比如早期版本的猛犸坦克与1.09版本的圣灵机甲）。而由于游戏本身的设计，“APC+工程师速偷”更是成为了一个其他同类游戏当中都未曾有过的无赖战术，这个问题一直到了资料片《凯恩之怒》出现才得以被更正。

## 陣營

### GDI
全球防衛組織（Global Defense Initiative，簡稱GDI）是由多國的軍事力量所組成的單一全球化軍事組織。GDI具備在短時間內部署大量裝備精良的部隊至全球的各個角落的能力，它的部屬規模比今日任何軍事武力更大，並且更有組織性。相較於Nod兄弟會，全球防衛組織的部隊具有先進強悍的裝甲與火力，但也更加的笨重且不具機動性。2047年，GDI的軍事武力已重新被調整，讓它們能夠分散武力至各處，並擁有在各式地形部署機動前線基地的能力，同時也具有遊戲中最先進的通訊與防衛網路。GDI的超級武器為部屬於地球軌道的離子加農砲(Ion Cannon)，也控制著地球上尚未被泰伯倫污染的藍色區域。

### Nod
Nod兄弟會（Brotherhood of Nod）是遊戲中神秘且好戰的宗教團體，它的起源可追溯至遠古時代，兄弟會並沒有嚴謹的結構，而是由稱為凯恩（Kane）的神秘人物所領導，雖然經過多次的分崩離析，Nod兄弟會仍在第三次泰伯倫戰爭中擊毀了費城太空站，並且成為可與GDI抗衡的軍事武力。兄弟會融合了傳統的游擊戰與配有高科技武器的部隊，並且專精於泰伯倫武器的研發。Nod兄弟會的戰術顯得比GDI更加的殘酷，經常顯現出對生命的無視，它們對於泰伯倫礦的宗教狂熱容許它們用各種方式來運用這種有害物質。遊戲中，Nod的單位明顯比GDI或Scrin脆弱，但具有較高的機動性，讓它們能夠使用「打帶跑」戰術來騷擾敵人。Nod的超級武器為核彈，取代泰伯倫之日中的生化飛彈。

### Scrin
異形（Scrin），不明生命體，躲藏在海王星附近的一個小行星。领导人被称为尊王(Overlord)在《終極動員令：泰伯倫之日》之中稍有提到，而這次是以陣營身份正式出場，並擁有建築科技及可升級的科技，異形實際上已在我們的太陽系待了數世紀之久，躲藏在海王星軌道之外的小行星後方，他們的船艦處於休眠狀態，而他們的成員則處於假死狀態。他們安靜地等候著人類種族度過黑暗時期的戰亂，並逐漸發展出高度文明。隨著無線電波首度輻射至太空之中，人類在第二次世界大戰時（即紅色警戒1）裏因盛怒之下使用了第一種核子武器，以及第一艘原始的人類太空船發射進入低地球軌道，他們仍舊靜靜地等待著。他們在等待一個信號，隨著地球上第三次泰伯倫戰爭的激烈程度達到顛峰，一股輻射終於抵達。當證明礦成熟信號確認之後，艦上的人工智慧系統開始啟動巨大的外星船艦，喚醒艦上的成員，並朝地球駛去。

## 登場人物
《終極動員令3：泰伯倫戰爭》的過場動畫由EA的Richard Taylor所導演。

### 全球防衛組織(GDI)
- 傑克·葛蘭傑中將 (Lieutenant General Jack Granger) (麥可·艾朗賽德飾演)，一位在戰爭未發生前就認為Nod是最終威脅的GDI領袖之一。

- 執行長雷蒙·波以耳 (Director Redmond Boyle) (比利．迪·威廉斯飾演)，在費城太空站被摧毀之後，承當GDI的代理執行長的前GDI財政部长，這是因為所有高層幹部都命喪於費城太空站。

- 珊卓·泰菲爾中尉 (Lieutenant Sandra Telfair) (朴敏慶飾演)，一位在華盛頓總部的GDI幹部。

- 奇爾絲·傑姆斯中尉 (Lt. Kirce James) (珍妮佛·莫里遜飾演)，時常給於戰況情報的GDI情報人員。

### Nod兄弟會
- (Kane) ( Joseph D. Kucan 飾演)，Nod兄弟會創始人，經歷了二次泰伯倫戰爭仍屹立不倒的精神領袖。

- 奇麗安·夸特 (Kilian Qatar) (翠西亞·海爾弗飾演)，Nod兄弟會的上層幹部之一，由于被人陷害以及在凯恩失踪期间擅自调动兵力与GDI联合對抗Scrin而被凯恩处决。

- 埃傑 (Ajay) (喬許·哈洛威飾演)，Nod兄弟會情報人員，專門提供情報給玩家。

### 其他
- 威廉·法蘭克 (William Frank) ( John Huck 飾演)，W3N報導人員及節目主持人，在遊戲內負責報導時事新聞及主持清談節目(Frank Time)。

- 布蘭妮·墨菲 ( Shauntay Hinton 飾演)，W3N記者，一位現場播送記者。

- 卡珊卓·布萊爾 (Cassandra Blair) ( Shanon Cook 飾演)，W3N記者，一位現場播送記者。

- Scrin A.I. (考特尼·泰勒飾演)，遊戲內異形的人工智慧聲音。

## 外部連結

### 官方網站
- 終極動員令3：泰伯倫戰爭 官方網站 （页面存档备份，存于） （英文）
- 終極動員令3：泰伯倫戰爭 台湾官方網站 （页面存档备份，存于） （繁體中文）
- 終極動員令3：泰伯倫戰爭 官方論壇 （英文）
- 命令与征服3 泰伯利亚之战 中国大陆网站 （简体中文）

### 多媒體
- 美商藝電的《終極動員令3：泰伯倫戰爭》載圖、遊戲視頻及訪談 （页面存档备份，存于） （英文）